# Vô Điếm
Vô Điếm là một xã thuộc huyện Bắc Quang, tỉnh Hà Giang, Việt Nam.

## Địa lý
Xã Vô Điếm nằm ở phía đông nam huyện Bắc Quang, có vị trí địa lý:
- Phía đông giáp xã Liên Hiệp và xã Đức Xuân
- Phía tây giáp Quang Minh và xã Hùng An
- Phía nam giáp tỉnh Tuyên Quang
- Phía bắc giáp xã Kim Ngọc.

Xã Vô Điếm có diện tích 72,79 km², dân số năm 2019 là 5.576 người, mật độ dân số đạt 77 người/km².

## Hành chính
Xã Vô Điếm được chia thành 8 thôn: Ca, Dung, Lâm, Me Hạ, Me Thượng, Tân Lâm, Thia, Thíp.